# 松鼠大作戰
《松鼠大作戰》（又译「松鼠大战」）是一款平台遊戲，由卡普空根據迪士尼動畫《救難小福星》所改編。該遊戲最早只在FC遊戲機平台發售，但到1991年年底，卡普空也將這款遊戲移植到PlayChoice-10。該遊戲在全球共計售出120萬份。

## 劇情
《松鼠大作戰》的主要任務是玩家操作角色去拯救曼迪走失的小貓。玩家可以分別選擇奇奇或蒂蒂其中角色來進入遊戲，玩家將要穿過各種機關和機器狗組成的小關卡，最後在最終關卡打敗肥貓。
某日，突击队接到消息。突击队的老邻居曼迪的小猫走失了，同时突击队居住的街区出现了很多可疑的机器狗。救援突击队随后兵分两路，队伍成员之一的阿洁前去找寻曼迪的小猫，其他成员则去调查机器狗。
可是，奇奇和蒂蒂很快就发现，机器狗和曼迪的小猫都是大反派肥猫的阴谋。肥猫的真正意图是借此机会绑架阿洁并让阿洁为自己制造武器。不过，阿洁在被囚禁的状态下硬是通过一台旧发报机与其他队员们取得了联系。在阿洁的指引下，奇奇和蒂蒂和突击队的成员们顺利救出了阿洁，随后利用阿洁制造的火箭追击到了肥猫的老巢。在一通恶战之后，突击队顺利打败了肥猫。

## 續作
1993年12月，卡普空為本款遊戲推出了續作《松鼠大作戰2》，這款遊戲依舊是FC遊戲機平台。在《松鼠大作戰2》中，卡普空為雙人協作模式增加了許多額外關卡，例如在某些關卡里，遊戲人物必須利用自己的搭檔作為武器，拋擲同伴來獲得獎勵或攻擊敵人。